# Zadziwiający Maurycy i jego edukowane gryzonie
Zadziwiający Maurycy i jego edukowane gryzonie (ang. The Amazing Maurice and his Educated Rodents) – humorystyczna powieść fantasy Terry’ego Pratchetta, wydana w 2001 r.
Pierwsze polskie wydanie ukazało się w lutym 2004, w tłumaczeniu Doroty Malinowskiej-Grupińskiej (pod tytułem Zadziwiający Maurycy i jego uczone szczury), z pominięciem oryginalnej chronologii cyklu (przed Na glinianych nogach). Jest to dwudziesta ósma część cyklu Świat Dysku. Powieść jest ponadto pierwszą książką z tej serii skierowaną do młodszych czytelników, a także pierwszą w cyklu nie tłumaczoną w Polsce przez Piotra W. Cholewę. W lutym 2011 ukazało się tłumaczenie Piotra W. Cholewy, pod zmienionym, bliższym oryginału tytułem, Zadziwiający Maurycy i jego edukowane gryzonie.
Opowiada ona o losach kota Maurycego i grupy szczurów, przemienionych przez odpadki z Niewidocznego Uniwersytetu w inteligentne zwierzęta, myślące jak ludzie, oraz chłopca Keitha. Za pomysłem Maurycego chodzą oni od miasta do miasta, powodując „plagę szczurów”, a następnie wyprowadzając je za pieniądze niczym grajek z Hamelin. Aż do pewnego miasteczka w Überwaldzie, w którym dzieją się dziwne rzeczy.